# Robert Pattinson
Robert Douglas Thomas Pattinson (Londres, 13 de maig de 1986) és un actor, model i cantant anglès. Després d'actuar en un club de teatre de Londres als 15 anys, va començar la carrera cinematogràfica interpretant Cedric Diggory a la pel·lícula de fantasia Harry Potter i el calze de foc (2005). Va interpretar Edward Cullen a les cinc adaptacions cinematogràfiques de les novel·les de la saga Crepuscle, que es van rodar entre el 2008 i el 2012 i que van recaptar un total de més de 3.300 milions de dòlars mundialment. El va dur a la fama mundial i el va convertir en un dels actors més ben pagats del món.
Després d'aparèixer als drames romàntics Recorda'm (2010) i Aigua per a elefants (2011), Pattison va rebutjar papers a pel·lícules amb grans pressuposts a favor de produccions independents a càrrec d'amateurs, cosa que li va valdre lloances de la crítica. Va interpretar un manipulador bilionari al thriller de David Cronenberg Cosmopolis (2012), un aspirant a actor a la sàtira de Cronenberg Maps to the Stars (2014), un explorador al drama d'aventures de James Gray The Lost City of Z (2016), un atracador de bancs al drama criminal dels germans Safdie Good Time (2017), un delinqüent en una nau espacial al drama de ciència-ficció de Claire Denis High Life (2018) i un guarda de far amb problemes a la pel·lícula de terror de Robert Eggers The Lighthouse (2019).

## Infantesa i formació
Robert Douglas Thomas Pattinson va néixer el 13 de maig de 1986 a Londres, fill més petit dels tres de Claire (Charlton), representant en una agència de models, i Richard Pattinson, un venedor de cotxes antics. Va créixer en una petita casa a Barnes amb dues germanes grans: Elizabeth i Victoria. Va descobrir el seu amor per la música abans que per l'actuació i va començar a tocar la guitarra i el piano als quatre anys. Als 12 anys va ser expulsat de l'escola per robar revistes eròtiques i vendre-les a companys de classe. El seu amor pel cinema va començar quan era adolescent i Jack Nicholson, Marlon Brando i Jean-Paul Belmondo es troben entre els seus actors ídols. Quan era jove va tocar la guitarra acústica a pubs de Londres, on cantava cançons escrites per ell tant sol (amb el nom artístic de Bobby Dupea) com amb el seu grup, Bad Girls.
Pattinson havia considerat ser músic o anar a la universitat a estudiar escriptura de guions, però mai havia pensat dedicar-se a la interpretació; el seu professor li va recomanar no unir-se al club de drama ja que creia que no era apte per les arts creatives. Tanmateix, quan tenia 13 anys es va unir al club de teatre amateur local Barnes Theatre Company malgrat la seva timidesa després que el seu pare l'en convencés. Als 15 anys va tenir el seu primer paper a l'obra Guy and Dolls com un ballarí cubà sense cap línia. Va fer de protagonista a l'obra Our Town, i un agent de talents que hi va assistir s'hi va fixar i va començar a buscar-li papers professionals. També va aparèixer a les obres Macbeth, Anything Goes i Tess of the d'Ubervilles.

## Carrera

### 2004–2007: Inicis
Pattinson va interpretar papers secundaris al telefilm alemany The Ring of the Nibelungs (2004) i al drama de Mira Nair Vanity Fair, encara que les seves escenes només apareixen a la versió en DVD. El maig de 2005 havia d'actuar a The Woman Before al Royal Court Theatre però va ser acomiadat i substituït per Tom Riley. Aquell mateix any va interpretar Cedric Diggory a Harry Potter i el calze de foc, cosa que li va valdre que The Times el titlés «d'estrella britànica del demà» d'aquell any i del «proper Jude Law». Va haver d'aprendre submarinisme per aquest paper.
El 2006 va aparèixer a The Haunted Airman, un thriller psicològic de la BBC Four i que li va valdre crítiques favorables.

### 2008–2013: SagaCrepusclei reconeixement mundial

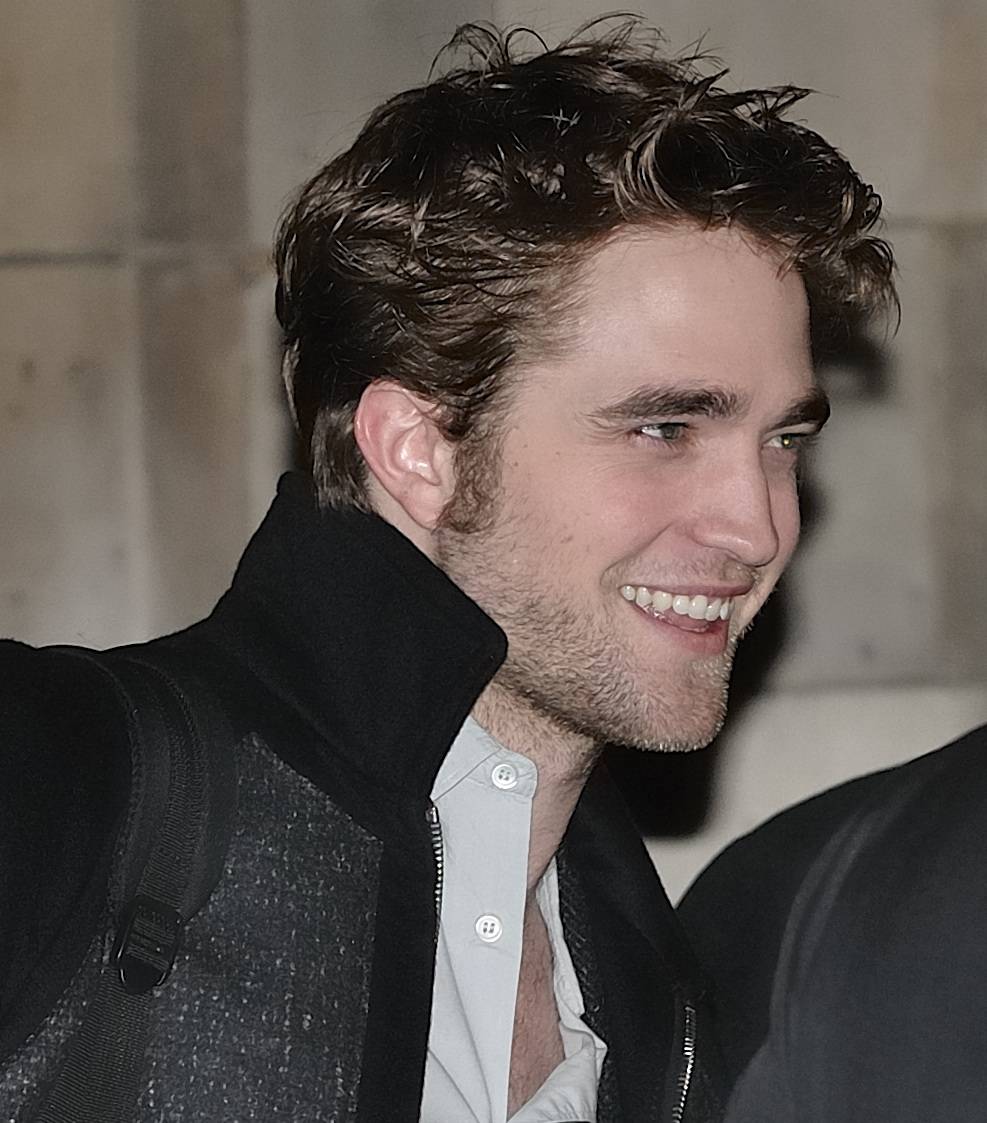
Pattinson a l'hotel Crillon de París el 2009.

El 2008 va aconseguir el paper d'Edward Cullen a la pel·lícula Crepuscle, basada en la novel·la de Stephenie Meyer. Segons TV Guide, Pattinson va sentir aprensió en un primer moment sobre presentar-se'n al càsting, per por que no podria assolir la «perfecció» que s'esperava del personatge. La pel·lícula es va estrenar el 21 de novembre de 2008 i Pattinson es va convertir en una estrella del cinema de la nit al dia. Encara que va rebre crítiques mixes, els crítics van lloar-ne la química amb la coprotagonista Kristen Stewart. El New York Times s'hi va referir com un «actor capaç i exòticament bonic» i Roger Ebert va dir que havia estat «ben triat» pel paper.
La seva altra pel·lícula del 2008 va ser How to Be, dirigida i escrita per Oliver Irving i amb un pressupost baix. Després va interpretar Salvador Dalí a la pel·lícula Sense límits, un drama espanyol i britànic dirigit per Paul Morrison. També va participar al curtmetratge The Summer House, dirigit per Daisy Gili.
Va tornar a interpretar Edward Cullen a la seqüela de Crepuscle Lluna nova, que es va estrenar el 20 de novembre de 2009. Va batre rècords en recaptar més de 142 milions de dòlars el cap de setmana de l'estrena i més de 709 milions en total. Encara que la pel·lícula va rebre crítiques negatives, el crític Michael Phillips del Chicago Tribune va dir que era «interessant veure [Pattinson]» malgrat el mal maquillatge i altres crítics també en van lloar l'actuació. El paper va tornar a dur Pattinson a la fama mundial i el va establir com un dels actors més ben pagats del món.
El 2009 va ser un dels presentadors a la 81a cerimònia dels Oscar. El 10 de novembre d'aquell any es va estrenar un documental sobre la seva vida i popularitat, titulat Robsessed. La seva següent pel·lícula va ser una altra de la saga Crepuscle, Eclipsi, estrenada el 30 de juny de 2010 i que va recaptar gairebé 700 milions de dòlars pertot el món, que va rebre crítiques mixtes.
Pattinson va ser productor executiu i actor a Recorda'm, estrenada el 12 de març de 2010 i que va rebre crítiques mixtes encara que els crítiques en van lloar l'actuació de Pattinson. L'any següent va fer el paper de Jacob Jankowski a Aigua per a elefants, una adaptació de la novel·la homònima de Sara Gruen.

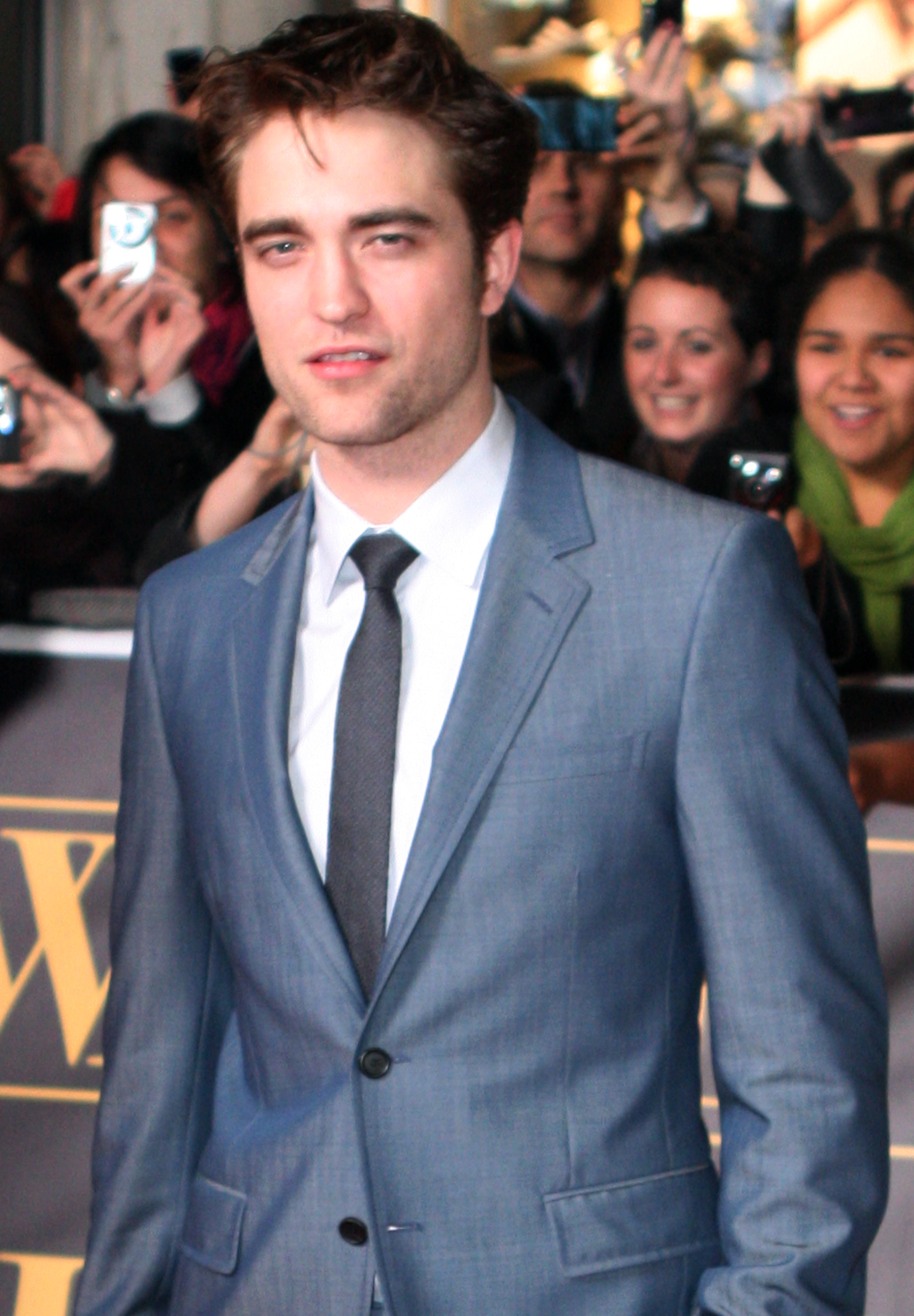
Pattinson a l'estrena de Aigua per a elefants a Nova York.

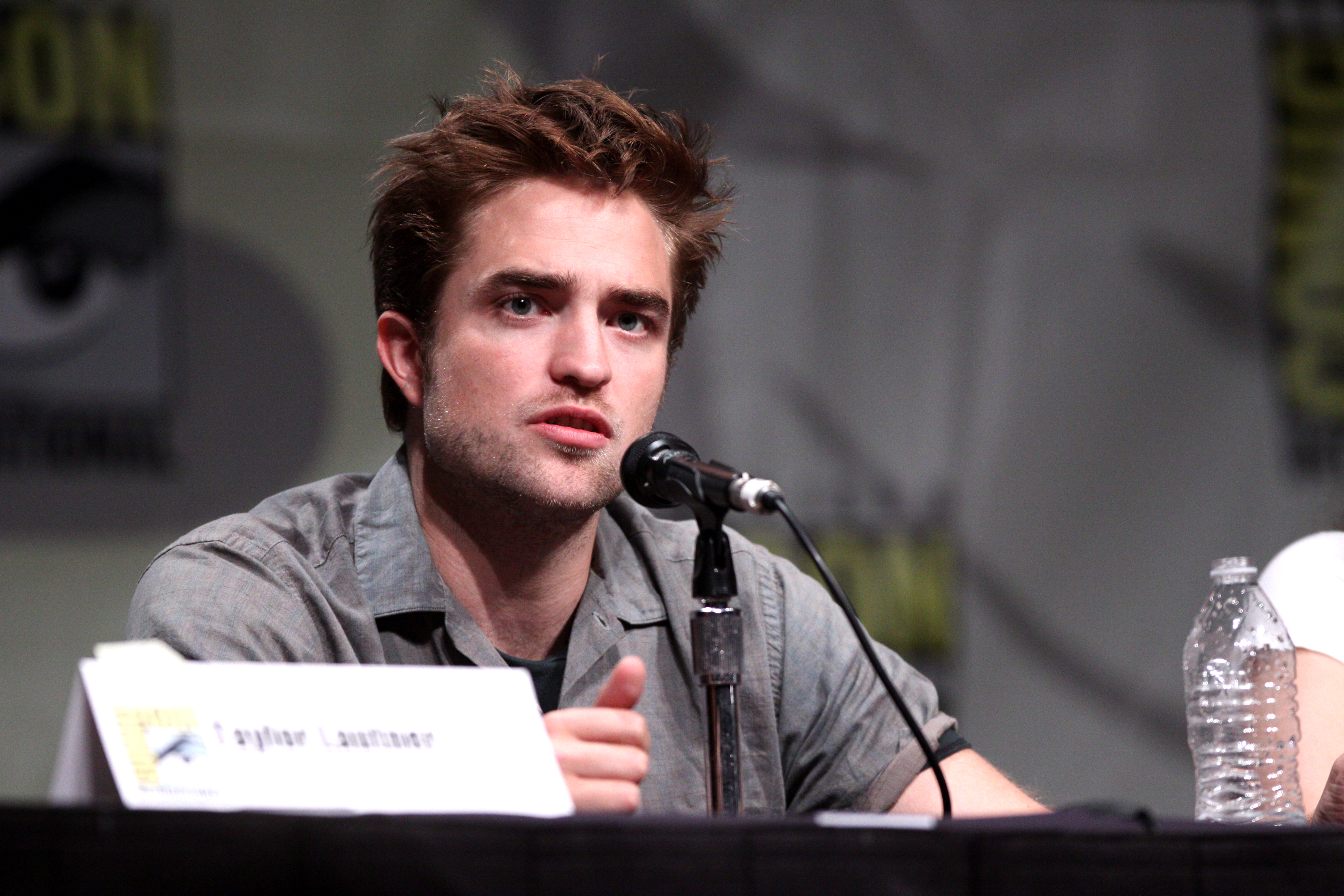
Pattinson a la Convenció Internacional de Còmics de San Diego de 2012.

Pattinson va tornar a fer d'Edward Cullen a La saga Crepuscle: Albada (1a part), que es va estrenar el 18 de novembre de 2011 i va guanyar més de 700 milions de dòlars a la taquilla mundial. La pel·lícula va rebre crítiques mixtes i negatives de la crítica. També va interpretar Georges Duroy a Bel Ami, adaptació de la novel·la de 1885 i que es va estrenar el 12 de febrer de 2012 després de ser presentada al 62è Festival Internacional de Cinema de Berlín.
Va actuar a la pel·lícula Cosmopolis, dirigida per David Cronenberg i que va competir per la Palma d'Or al Festival de Cinema de Cannes de 2012. Tant la pel·lícula com la seva actuació van ser lloades.
Va actuar per últim cop com a Edward Cullen a l'última entrega de la saga Crepuscle, La saga Crepuscle: Albada (2a part), que es va estrenar el 16 de novembre de 2012 i va recaptar 829 milions de dòlars, la pel·lícula més taquillera de la saga.
Pattinson va començar la seva carrera com a model als 12 anys. El 2013 va fitxar per Dior Homme com a cara de les fragàncies i va aparèixer en un curtmetratge promocional amb la model Camille Rowe. El 2016 en va esdevenir ambaixador de la col·lecció de roba masculina.

### 2014–2018: Pel·lícules independents i afalacs de la crítica

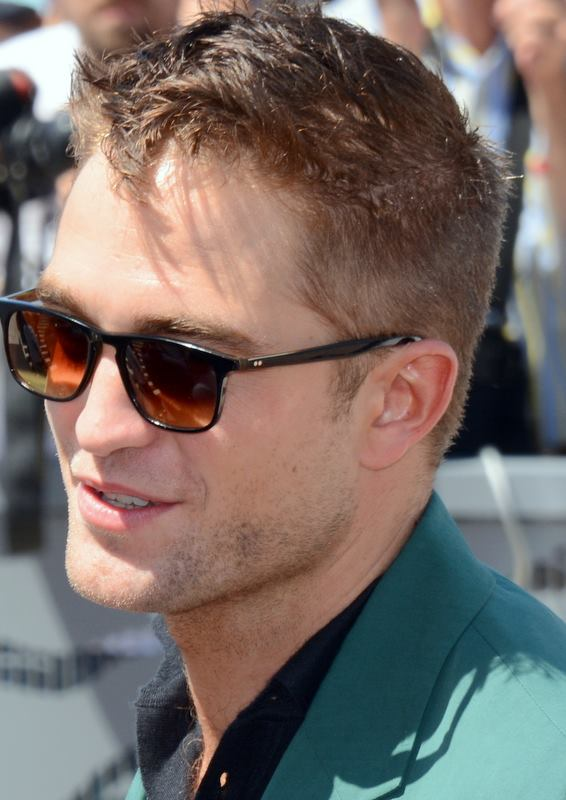
Pattinson al Festival de Cinema de Cannes de 2014.

El maig de 2014, dos de les seves pel·lícules es van estrenar al Festival de Cinema de Cannes de 2014. Primer va aparèixer al western futurista de David Michôd The Rover, juntament amb Guy Pearce i Scoot McNairy.
Després va tornar a actuar dota la direcció de Cronenberg a Maps to the Stars, un drama satíric sobre els excessos de Hollywood. La pel·lícula va competir per la Palma d'Or del Festival de Cinema de Cannes de 2014. Hi interpreta el paper de Jerome Fontana, un conductor de limusina i actor en dificultats que vol ser un guionista reeixit.
El 2015, dos de les seves pel·lícules es van presentar el 65è Festival Internacional de Cinema de Berlín. Primer, al biòpic de Gertrude Bell dirigit per Werner Herzog Queen of the Desert juntament amb Nicole Kidman i James Franco. Hi va interpretar T. E. Lawrence (o Lawrence d'Aràbia). El seu altre paper va ser a la pel·lícula Life d'Anton Corbijn, que tracta sobre la relació del fotògraf de la revista Life Dennis Stock (interpretar per Pattinson) i James Dean.
A finals de 2015 va aparèixer al debut com a director de Brady Corbet The Childhood of a Leader, juntament amb Bérénice Bejo i Stacy Martin. Hi interpreta dos papers, primer un d'efímer però crucial com a Charles Marker, un periodista a Alemanya durant la Primera Guerra Mundial i després la versió adulta del líder.
L'any següent va actuar a The Lost City of Z, dirigida per James Gray i que es va estrenar al Festival de Cinema de Nova York. Hi interpreta el caporal Henry Costin, un explorador britànic. Va haver de deixar-se créixer una barba abundant i de perdre 15 kg per interpretar el personatge.
El seu següent paper va ser al thriller Good Time, on interpretava un atracador de bancs, Connie Nikas. Es va estrenar al Festival de Cinema de Cannes de 2017 i va resultar ser un punt d'inflexió en la seva carrera. Va ser nominat al premi Independent Spirit a millor actor protagonista per la seva interpretació en aquesta pel·lícula.
L'agost de 2017, mentre promocionava Good Time, Pattinson va escriure i protagonitzar un curtmetratge titulat Fear & Shame. Gravat a Nova York, explica el viatge de Pattinson per comprar un frankfurt mentre evita els mitjans i els seguidors enmig de l'enrenou urbà.

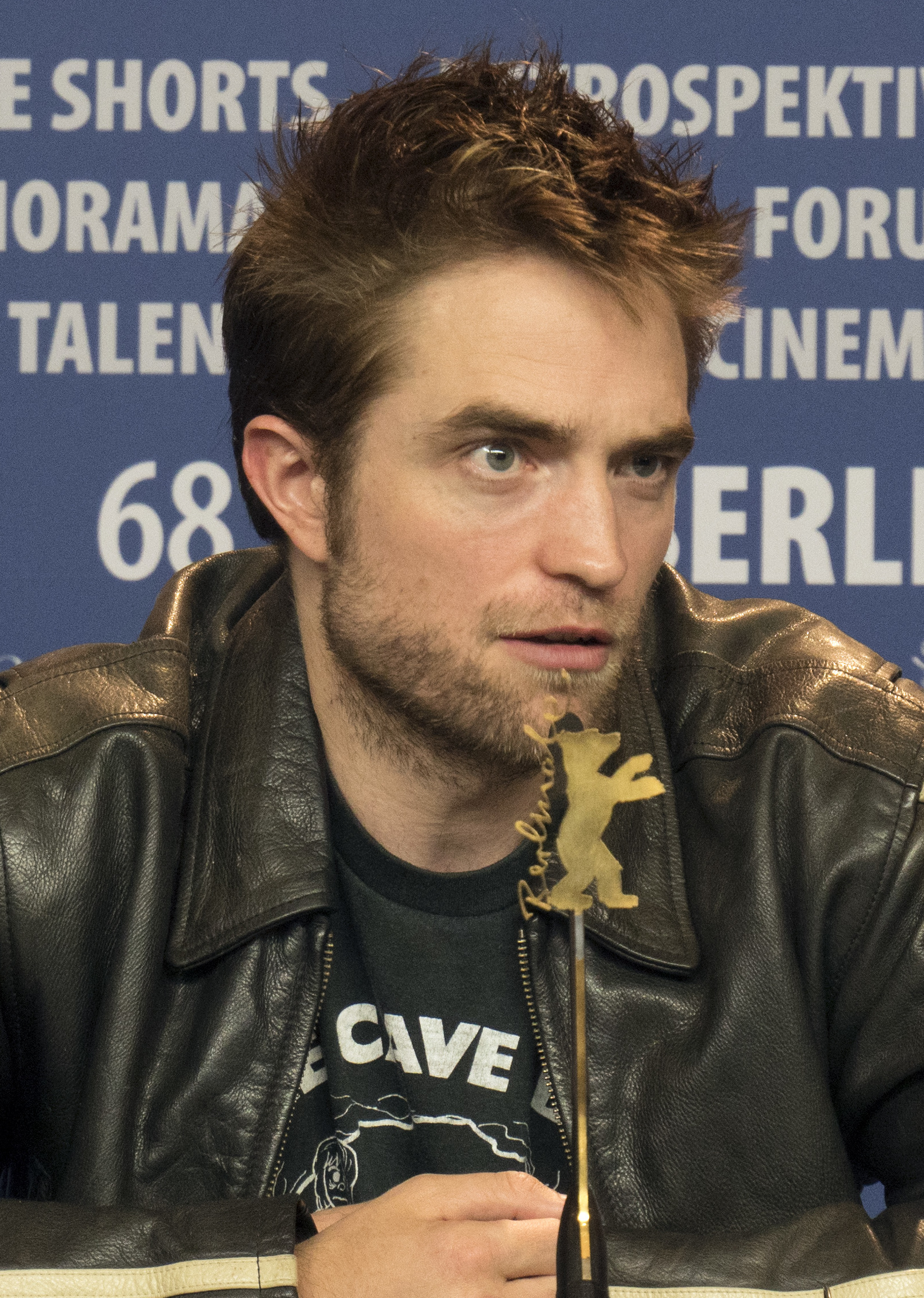
Pattinson en una conferència de premsa per Damsel al Festival de Cinema de Berlín de 2018.

La seva primera comèdia després de How to Be (2008) va ser Damsel, un western dels germans Zellner. Hi interpreta un pioner excèntric que viatja cap a l'oest en busca de la seva promesa.
La seva última pel·lícula el 2018 va ser a High Life, un drama de ciència-ficció de Claire Denis on un equip de criminals viatja cap a un forat negre. En un principi, Denis tenia pensat que Philip Seymour Hoffman n'interpretés el protagonista però després d'assabentar-se del compromís i desig de treballar-hi de Pattinson li va donar el paper. Pattinson hi interpreta Monte, un dels delinqüents de la nau espacial, que esdevé pare contra els seus desitjos mitjançant la inseminació artificial i que criar la seva filla mentre la nau va cap al forat negre.

### 2019–actualitat
El seu primer paper el 2019 va ser a la pel·lícula de terror psicològic en blanc i negre de Robert Eggers The Lighthouse, ambientada en una illa remota de Nova Anglaterra els 1890. La pel·lícula, que es va presentar al Festival de Cinema de Cannes de 2019, va rebre lloances de la crítica tant per la pel·lícula en general com per l'actuació de Pattinson. La seva interpretació li va valdre la segona nominació als premis Independent Spirit a millor actor protagonista.
Les seves dues següents pel·lícules es van estrenar al Festival de Cinema de Venècia de 2019, primer la seva segona col·laboració amb el director David Michôd a The King, una adaptació d'obres de William Shakespeare. Pattinson hi va interpretar un paper secundari però crucial com a Delfí de França, nèmesi d'Enric V d'Anglaterra. Va adoptar-hi un accent francès, basat en la gent de la indústria de la moda de França. També va aparèixer a Waiting for the Barbarians de Ciro Guerra, amb Mark Rylance i Johnny Deep i basada en la novel·la de J. M. Coetzee.
L'any següent va participar en la pel·lícula d'Antonio Campos The Devil All the Time, basada en la novel·la de Donald Ray Pollock, i en la pel·lícula d'acció de Christopher Nolan Tenet, on va actuar amb John David Washington i Elizabeth Debicki.
Pattinson va actuar com a gestor d'espies a Tenet (2020) de Christopher Nolan, al costat de John David Washington, i va marcar el seu retorn a les pel·lícules de gran pressupost. Va basar els gestos del seu personatge en els de l'autor Christopher Hitchens. Jessica Kiang, de The New York Times, el va titllar de "deliciós" i va elogiar la seva química amb Washington. Pattinson va aparèixer després com a part d'un repartiment a The Devil All the Time, un thriller psicològic basat en la novel·la de Donald Ray Pollock. Tant la pel·lícula com l'actuació de Pattinson com a predicador lasciva d'una petita ciutat van rebre crítiques diverses. No obstant això, Austin Collin de Rolling Stone el va trobar "estrany, [i] intrigant", mentre que Owen Gleiberman de Variety va assenyalar que va fer "una feina amb estil".
Pattinson va interpretar a Bruce Wayne/Batman a la pel·lícula de superherois de Matt Reeves del 2022 The Batman. Reeves, després de la sortida de Ben Affleck del paper, va escriure el personatge de Bruce Wayne amb Pattinson al cap després de veure la seva actuació a Good Time. L'anunci del càsting de Pattinson va rebre una reacció negativa per part d'alguns fans de Batman, però la representació definitiva del superheroi va ser aplaudida pels crítics després del seu llançament.
El maig de 2021, Pattinson va signar un acord de producció global que abasta tot l'espectre de divisions de Warner, inclosa Warner Bros. Fotos, New Line Cinema, Warner Bros. Televisió i HBO Max. L'acord, que representa la primera incursió de l'actor en la producció, també té en compte una sèrie de plataformes d'estrena, entre elles, de teatre, SVOD i televisió.
Pattinson protagonitzarà la propera pel·lícula de ciència-ficció de Bong Joon-ho Mickey 17 (2024), basada en la novel·la d'Edward Ashton Mickey 7, per a Warner Bros. Imatges. Pattinson també s'ha compromès amb Claire Denis per protagonitzar The Stars at Noon.

## Filmografia

### Pel·lícules
| Any  | Títol                               | Paper                                  | Director                        | Notes                   |
| ---- | ----------------------------------- | -------------------------------------- | ------------------------------- | ----------------------- |
| 2004 | Vanity Fair                         | Rawdy Crawley (adult)                  | Mira Nair                       | Escenes eliminades      |
| 2005 | Harry Potter i el calze de foc      | Cedric Diggory                         | Mike Newell                     |                         |
| 2007 | Harry Potter i l'orde del Fènix     | Cedric Diggory                         | David Yates                     | Gravació d'arxiu        |
| 2008 | How to Be                           | Art                                    | Oliver Irving                   |                         |
| 2008 | Crepuscle                           | Edward Cullen                          | Catherine Hardwicke             |                         |
| 2009 | Sense límits                        | Salvador Dalí                          | Paul Morrison                   |                         |
| 2009 | Lluna nova                          | Edward Cullen                          | Chris Weitz                     |                         |
| 2010 | Recorda'm                           | Tyler Hawkins                          | Allen Coulter                   | Productor executiu      |
| 2010 | Eclipsi                             | Edward Cullen                          | David Slade                     |                         |
| 2010 | Love & Distrust                     | Richard                                | Daisy Gili                      |                         |
| 2011 | Aigua per a elefants                | Jacob Jankowski                        | Francis Lawrence                |                         |
| 2011 | La saga Crepuscle: Albada (1a part) | Edward Cullen                          | Bill Condon                     |                         |
| 2012 | Bel Ami                             | Georges Duroy                          | Declan Donnellan i Nick Ormerod |                         |
| 2012 | Cosmopolis                          | Eric Packer                            | David Cronenberg                |                         |
| 2012 | La saga Crepuscle: Albada (2a part) | Edward Cullen                          | Bill Condon                     |                         |
| 2014 | The Rover                           | Reynolds                               | David Michôd                    |                         |
| 2014 | Maps to the Stars                   | Jerome Fontana                         | David Cronenberg                |                         |
| 2015 | Queen of the Desert                 | T. E. Lawrence                         | Werner Herzog                   |                         |
| 2015 | Life                                | Dennis Stock                           | Anton Corbijn                   |                         |
| 2015 | The Childhood of a Leader           | Charles Marker / Prescott (adult)      | Brady Corbet                    |                         |
| 2016 | The Lost City of Z                  | Henry Costin                           | James Gray                      |                         |
| 2017 | Good Time                           | Constantine «Connie» Nikas             | Germans Safdie                  |                         |
| 2017 | Fear & Shame                        | Ell mateix                             | Vikram Gandhi                   | Curtmetratge, guionista |
| 2018 | Damsel                              | Samuel Alabaster                       | David Zellner i Nathan Zellner  |                         |
| 2018 | High Life                           | Monte                                  | Claire Denis                    |                         |
| 2019 | The Lighthouse                      | Ephraim Winslow / Thomas Howard        | Robert Eggers                   |                         |
| 2019 | The King                            | Lluís de Valois, duc de Guiena (Delfí) | David Michôd                    |                         |
| 2019 | Waiting for the Barbarians          | Oficial Mandel                         | Ciro Guerra                     |                         |
| 2020 | Tenet                               | Neil                                   | Christopher Nolan               |                         |
| 2020 | The Devil All the Time              | Preston Teagardin                      | Antonio Campos                  |                         |
| 2022 | The Batman                          | Bruce Wayne / Batman                   | Matt Reeves                     |                         |

### Televisió
| Any  | Títol                     | Paper       | Notes    |
| ---- | ------------------------- | ----------- | -------- |
| 2004 | Ring of the Nibelungs     | Giselher    | Telefilm |
| 2006 | The Haunted Airman        | Toby Jugg   | Telefilm |
| 2007 | The Bad Mother's Handbook | Daniel Gale | Telefilm |

## Vida personal
L'estiu de 2009, Pattinson va començar una relació amorosa amb la coprotagonista de la saga Crepuscle Kristen Stewart. El juliol de 2012, Stewart va ser fotografiada tenint una aventura amb el director de Blancaneu i la llegenda del caçador, Rupert Sanders. El dia que es van fer públiques, Stewart i Sanders, que tenia 19 anys més que Stewart i estava casat, van emetre una disculpa pública per l'aventura. Pattison i Stewart van acabar la relació però es van reconciliar l'octubre de 2012. Acabarien trencant la relació el maig de 2013.
El setembre de 2014, Pattinson va començar a festejar amb la cantant FKA Twigs. Hi havia rumors que estaven promesos però mai es van confirmar. La relació es va acabar l'estiu de 2017.